# Félix Trinidad
Félix Juan Trinidad García (Fajardo, 10 de janeiro de 1973) é um pugilista porto-riquenhoque tem sido um campeão multi-divisão da Federação Internacional de Boxe (IBF), a Associação Mundial de Boxe (WBA) e do Conselho Mundial de Boxe (WBC). Ele tem um recorde de 42 vitórias, 3 derrotas e 35 lutas vencidas por nocaute, e é considerado um dos melhores pugilistas da história de seu país.
Aos 17 anos tornou-se profissional e aos 20 ganhou o seu primeiro título mundial. Seu pai foi o campeão nacional de Porto Rico e, além disso, treinador e gerente de seu próprio filho ao longo de sua carreira como profissional. Trinidad obteve cetros em três categorias diferentes. Ele deu sua primeira derrota profissional para o aclamado e promovido Oscar de la Hoya por decisão em 1999. A luta deixou várias dúvidas e houve rumores de uma eventual revanche que nunca aconteceu.